# Kleidotoma truncata
Kleidotoma truncata is een vliesvleugelig insect uit de familie van de Figitidae. De wetenschappelijke naam van de soort is voor het eerst geldig gepubliceerd in 1889 door Cameron.